# Hydraena breedlovei
Hydraena breedlovei är en skalbaggsart som beskrevs av Perkins 1980. Hydraena breedlovei ingår i släktet Hydraena och familjen vattenbrynsbaggar. Inga underarter finns listade i Catalogue of Life.